# Mongolia ai Giochi della XXI Olimpiade
La Mongolia partecipò alle Giochi della XXI Olimpiade|XXI Olimpiadi, svoltesi a Montréal dal 17 luglio al 1º agosto 1976, con una delegazione di 32 atleti impegnati in 5 discipline per un totale di 29 competizioni. Portabandiera alla cerimonia di apertura fu il lottatore Zevegiin Oidov, alla sua seconda Olimpiade.
Si trattò della quarta partecipazione di questo paese ai Giochi estivi. Come nell'edizione precedente, la Mongolia conquistò una medaglia d'argento nella lotta libera, questa volta per merito dello stesso Oidov.

## Medaglie
| Medaglia | Nome           | Sport        | Evento     |
| -------- | -------------- | ------------ | ---------- |
| Argento  | Zevegiin Oidov | Lotta libera | Pesi piuma |